# Säynjärvi
Säynjärvi är en sjö i kommunen Savitaipale i landskapet Södra Karelen i Finland. Sjön ligger 93,8 meter över havet. Den är 28 meter djup. Arean är 2,06 kvadratkilometer och strandlinjen är 21,14 kilometer lång. Sjön  ingår i Vuoksens huvudavrinningsområde.   Den ligger omkring 34 km väster om Villmanstrand och omkring 180 km nordöst om Helsingfors. 
I sjön finns öarna Suurisaari, Pienisaari, Korpsaari och Hiivansaari. 